# Liang Žuej
Liang Žuej (čínsky pchin-jinem Liáng Ruì, znaky 梁瑞; * 18. června 1994) je čínská atletka, která závodí v chůzi na 20 km a chůzi na 50 km. Byla držitelkou světového rekordu na 50 km a byla zlatou medailistkou na mistrovstvích IAAF World Race Walking Team 2018.